# Ximena Ayala
Ximena Ayala (Cidade do México, 29 de dezembro de 1980) é uma atriz mexicana. O seu trabalho mais conhecido é o filme Nadie te oye: Perfume de violetas, pelo qual ganhou o Prêmio Ariel de melhor atriz.

## Carreira
Vencedora do Prêmio Ariel de Melhor Atriz por sua atuação no filme Perfume de Violetas, dirigido por Maryse Sistach e Alejandro Valle, a carreira cinematográfica de Ximena Ayala inclui os filmes: El día de la unión (2018), The Unusual Catfish (2013), El viaje de la nonna (2007), Desierto Adentro (2008) e seu papel principal em El Size Yes Matters.
Na televisão, participou de séries como: Locas de Amor, Cappadocia na HBO, Bajo el Mismo Cielo na Telemundo e Drunk History no Comedy Central, entre outras.
Em 2019 esteve no ar em Doña Flor y sus Dos Maridos, uma produção da Televisa. No ano seguinte, estrelou a série La Negociadora, produzida pela Claro video.

## Filmografia
Cinema e televisão
- La negociadora (2021) - Flor[4]
- Doña Flor y sus dos maridos (2019) - Rosalia Mendez Canul
- El tamaño sí importa (2017) - Vivi
- Guerra de ídolos (2017) - Agustina Osorio
- Bajo el mismo cielo (2015-2016) - Juana
- Los insólitos peces gato (2013)
- Alguien más (2013)
- Yo también soy Marilyn (2012)
- El encanto del águila (2011)
- Capadocia (2010)
- Locas de amor (2010)
- El brassier de Emma (2009)
- Desierto adentro (2009)
- El viaje de la Nonna (2007)
- Malos hábitos (2007)
- La cadenita (2007)
- Las vidas de Celia (2006)
- Historias del desencanto (2005)
- La niña en la piedra (2004)
- Viviendo a lo loco (2003)
- Ciudades oscuras (2002)
- Perfume de violetas, nadie te oye (2001)
- Historia de aves (2001)